# Panique
Panique (Mouvement panique) var ett kulturkollektiv grundat av Fernando Arrabal, Alejandro Jodorowsky och Roland Topor i Paris 1962. Rörelsen tog sitt namn efter guden Pan och inspiration från Luis Buñuel och Antonin Artauds Théâtre de la cruauté, när de skapade kaotisk, surrealistisk performance som en motreaktion till att surrealismen blivit mainstream.